# ألفا إبراهيم باه
ألفا إبراهيم باه (بالفرنسية: Alpha Ibrahim Bah)‏ هو لاعب كرة قدم غيني في مركز الهجوم، ولد في 1990 في غكيدو في غينيا. لعب مع MVV Maastricht ‏.